# Bep Voskuijl
Elisabeth "Bep" Voskuijl (Amsterdã, 5 de julho de 1919 — Amsterdã, 6 de maio de 1983) foi uma secretária neerlandesa, conhecida como Elli Vossen após a divulgação póstuma do Diário de Anne Frank (1947). No final da década de 1930, Voskuijl foi contratada por Otto Frank para atuar como sua secretária particular na Opekta Works. Durante a ocupação alemã nos Países Baixos na Segunda Guerra Mundial, foi uma das funcionárias responsáveis por esconder Frank, sua família e outros amigos de origem judaica em cômodos ocultos da companhia, onde desenvolveu um relacionamento próximo com Anne Frank. Após o esconderijo ter sido descoberto pela Gestapo, Voskuijl e Miep Gies foram ameaçadas por oficiais da Schutzstaffel (SS), apesar de não terem sido presas. Em 1973, foi condecorada como um dos Justos Entre as Nações através do Yad Vashem.